# Molnija
Molnija (ryska Молния betyder (åsk)blixt) var en sovjetisk raket med GRAU-index 8K78. Den var en modifikation av R-7 Semjorka och hade fyra steg. Den var speciellt anpassad för att skjuta upp satelliter till hög omloppsbana och för interplanetariska färder. Den första raketen sköts upp den 10 oktober 1960 från Kosmodromen i Bajkonur och användes under 60-talet för alla sovjetiska uppdrag till månen, Mars och Venus.